# Марґріт Кеннеді
Марґріт Кеннеді (21 листопада 1939, Хемніц — 28 грудня 2013, Штаєрберг) — німецька архітекторка, професор, еколог, авторка і прихильниця взаємодоповнюваних валют та економіки без процентів та інфляції. У 2011 році вона ініціювала рух Occupy Money.

## Біографія
Кеннеді була архітекторкою зі ступенем магістра міського та регіонального планування та докторкою філософії Вищої школи державних і міжнародних відносин Піттсбурзького університету. Працювала міською планувальницею у Німеччині, Нігерії, Шотландії та США. У 1991 році вона була призначена професоркою екологічних будівельних технологій на кафедрі архітектури Гановерського університету імені Готліба Лейбніца.
У 1982 році вона заявила, що її робота над екологічною архітектурою привела її до відкриття, що «практично неможливо реалізувати обґрунтовані екологічні концепції в необхідних сьогодні масштабах, не змінивши фундаментально нинішню грошову систему або не створивши нових додаткових валют».
Її найвідоміша книга — «Гроші без процентів та інфляції, створення середовища обміну, яка працює для всіх і захищає Землю» (1987) — була кілька разів переглянута й перекладена 22 мовами.
У неї залишилися чоловік, ірландський архітектор Деклан Кеннеді, і дочка Антя. Вони живуть в екоселі Лебенсгартен у Штайербергі, Нижня Саксонія, Німеччина.